# Граф Уинтон

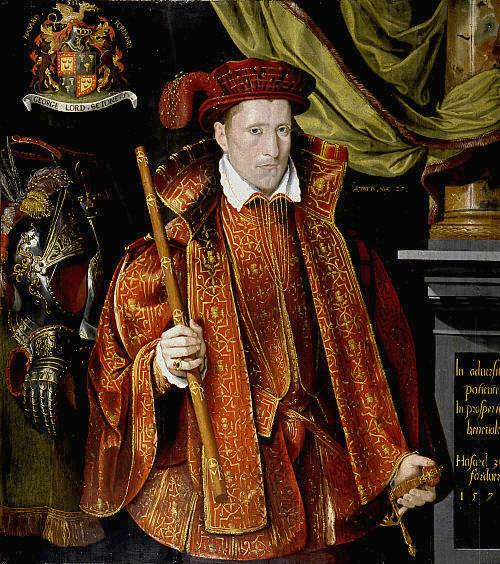
Джордж Сетон, 5-й лорд Сетон

Граф Уинтон (англ. Earl of Winton) — шотландский наследственный титул, созданный дважды: 1508 год (пэрство Шотландии), и 1859 год (пэрство Соединённого королевства). В настоящее время титул графов Уинтона носят графы Эглинтон.
Титул графа Уинтона был создан в 1600 году для Роберта Сетона, 8-го лорда Сетона (1553—1603). Его потомки носили титул графа Уинтона до Джорджа Сетона, 5-го графа Уинтона (ок. 1648—1749), который участвовал в якобитском восстании 1715 года, а в 1716 году был обвинен в государственной измене. Его титул и владения были конфискованы английской короной. Лорд Уинтон был приговорён к смерти, но ему удалось бежать из Лондонского Тауэра. Он отправился во Францию, а оттуда перебрался в Рим, где позднее скончался.
В 1834 году на титул графа Уинтона стали претендовать Арчибальд Уильям Монтгомери, 13-й граф Эглинтон, и Джордж Сетон, потомок сэра Джорджа Сетона из Гарлетона. Решение было принято в пользу графа Эглинтона, который в 1859 году получил титул 1-го графа Уинтона.
Лорды Сетоны являлись первыми баронами Шотландии до создания графства Уинтон в 1600 году. На коронации короля Роберта II Стюарта, состоявшей в Сконе 26 марта 1371 года, упоминается Уильям де Сетон в качестве лорда де Сетона.

## Лорды Сетон (1371)
- Сэр Уильям Сетон, 1-й лорд Сетон (ум. ок. март 1409/1410), сын Алана де Уинтона и Маргарет де Сетон
- Сэр Джон Сетон, 2-й лорд Сетон (ок. 1441), сын предыдущего
  - Уильям Сетон, мастер Сетон (ум. 1424), сын предыдущего, погиб в битве при Вернее во Франции
- Джордж Сетон, 3-й лорд Сетон (ок. 1415 — 15 июля 1478/1479), сын предыдущего и внук 2-го лорда Сетона
  - Джон Сетон, мастер Сетон (ум. 1476), сын предыдущего
- Джордж Сетон, 4-й лорд Сетон (ум. 1507/1508), сын предыдущего и внук 3-го лорда Сетона
- Джордж Сетон, 5-й лорд Сетон (ум. 9 сентября 1513), сын предыдущего, убит в битве при Флоддене
- Джордж Сетон, 6-й лорд Сетон (ум. 17 июля 1549), сын предыдущего
- Джордж Сетон, 7-й лорд Сетон (1531 — 8 января 1586), старший сын предыдущего
- Роберт Сетон, 8-й лорд Сетон (1553 — 22 марта 1603), второй сын предыдущего, граф Уинстон с 1600 года.

## Графы Уинтон, первая креация (1600)
- 1600—1603: Роберт Сетон, 1-й граф Уинтон (1553 — 22 марта 1603), второй сын 7-го лорда Сетона
- 1603—1617: Роберт Сетон, 2-й граф Уинтон (ок. 1583 — январь 1634), старший сын предыдущего, отказался от титула в пользу младшего брата до 1617 года
- 1617—1650: Джордж Сетон, 3-й граф Уинтон (декабрь 1584 — 17 декабря 1650), второй сын 1-го графа Уинтона
  - Джордж Сетон, лорд Сетон, мастер Уинтон (15 мая 1613 — 4 июня 1648), старший сын предыдущего от первого брака
- 1650—1704: Джордж Сетон, 4-й граф Уинтон (4 мая 1642 — 6 марта 1704), сын предыдущего
- 1704—1716: Джордж Сетон, 5-й граф Уинтон (ок. 1678 — 19 декабря 1749), сын предыдущего.

## Графы Уинтон, вторая креация (1859)
- 1859—1861: Арчибальд Уильям Монтгомери, 13-й граф Эглинтон, 1-й граф Уинтон (29 сентября 1812 — 4 октября 1861), сын генерал-майора Арчибальда Монтгомери, лорда Монтгомери (1773—1814) и внук 12-го графа Эглинтона
- 1861—1892: Арчибальд Уильям Монтгомери, 14-й граф Эглинтон, 2-й граф Уинтон (3 декабря 1841 — 30 августа 1892), старший сын предыдущего от второго брака
- 1892—1919: Джордж Арнульф Монтгомери, 15-й граф Эглинтон, 3-й граф Уинтон (23 февраля 1848 — 10 августа 1919), младший брат предыдущего
- 1919—1945: Арчибальд Сетон Монтгомери, 16-й граф Эглинтон, 4-й граф Уинтон (23 июня 1880 — 22 апреля 1945), старший сын предыдущего
- 1945—1966: Арчибальд Уильям Александр Монтгомери, 17-й граф Эглинтон, 5-й граф Уинтон (16 октября 1914—1966), старший сын предыдущего от первого брака
- 1966—2018: Арчибальд Джордж Монтгомери, 18-й граф Эглинтон, 6-й граф Уинтон (27 августа 1939 — 14 июня 2018), единственный сын предыдущего;
- 2018 — настоящее время: Хью Арчибальд Уильям Монтгомери, 19-й граф Эглинтон и 7-й граф Уинтон (род. 24 июля 1966), старший сын предыдущего; 
  - Наследник: достопочтенный Рурид Сетон Арчибальд Монтгомери, лорд Монтгомери (род. 4 марта 2007), единственный сын предыдущего;
    - Второй наследник: достопочтенный Уильям Джон Монтгомери (род. 4 октября 1968), второй сын 18-го графа Эглинтона.